# 207 a.C.

## Eventos
- Marco Lívio Salinador, pela segunda vez, e Caio Cláudio Nero, cônsules romanos.
- Marco Lívio Salinador nomeado ditador e escolhe Quinto Cecílio Metelo como seu mestre da cavalaria.
- Décimo-segundo ano da Segunda Guerra Púnica:
  - Batalha de Grumento entre os romanos liderados por Caio Cláudio Nero e os cartagineses liderados por Aníbal, com resultado indefinido.
  - Batalha do Metauro entre os cartagineses liderados por Asdrúbal e os exércitos romanos combinados dos cônsules Marco Lívio Salinador e Caio Cláudio Nero termina em vitória romana e com a morte de Asdrúbal.
  - Oitavo ano da Primeira Guerra Macedônica.

## Mortes
- Qin Er Shi, Imperador chinês da Dinastia Chin. (n. 229 a.C.)
- Asdrúbal Barca, general cartaginês, filho de Amílcar Barca, morto na Batalha do Metauro (n. 243 a.C.).